# عبدالحسین آیتی
عبدالحسین تفتی یزدی (۱۲۸۸ ـ ۱۳۷۱ قمری /۱۲۵۰- ۱۳۳۱ - یزد) (معروف به آیتی) پسر محمد تقی آخوند تفتی بوده و متخلص به «ضیایی»، «آواره» و «آیتی»، از شعرا، محققان، نویسندگان و قرآن‌پژوهان معاصر، و از مبلغین بهائی که به او عنوان رئیس‌المبلغین داده شد وی بعد از درگذشت عبدالبهاء به امید رسیدن به ریاست در جامعه بهائی اصرار داشت که بیت العدل عمومی بلافاصله تشکیل شود. اما شوقی افندی رهبر وقت جامعه بهائی به این نتیجه رسیده بود که برای انتخاب بیت العدل اعظم که یک نهاد بین‌المللی است ابتدا باید نهادهای انتخابی بهائی در سطوح پایین‌تر (سطوح محلی و ملی) تشکیل شود. آیتی مخالف این شیوه شوقی افندی بود و شروع به مخالفت با او کرد و نامه‌هایی اعتراض‌آمیز به بهائیان نوشت و در نهایت از آئین بهائی روی گرداند و بعد از ۱۸ سال دوباره مسلمان شد. و از منتقدان آئین بهائی شد. او همچنین به مدت شش سال گاهنامه نمکدان را منتشر می‌کرد و از اعضای مؤسس انجمن ادبی یزد بود.

## زندگی آغازین
او در تفت از توابع یزد متولد شد. پدرش ملّائی به نام محمدتقی آخوند تفتی بود. چنان‌که خود نوشته، در جوانی به فراگیری علوم دینی پرداخت. تحصیلات مقدماتی را در مکتب‌خانهٔ تفت گذراند. در سال ۱۳۰۳ به یزد رفت و پس از فراگیری صرف و نحو و علم بلاغت و منطق در ۱۳۰۵ برای ادامهٔ تحصیلات، به عتبات سفر کرد، و به فراگیری فقه و اصول پرداخت. وی در ۳۳ سالگی امام جماعت مسجد تفت را عهده‌دار بود.

## گرایش به آئین بهائی

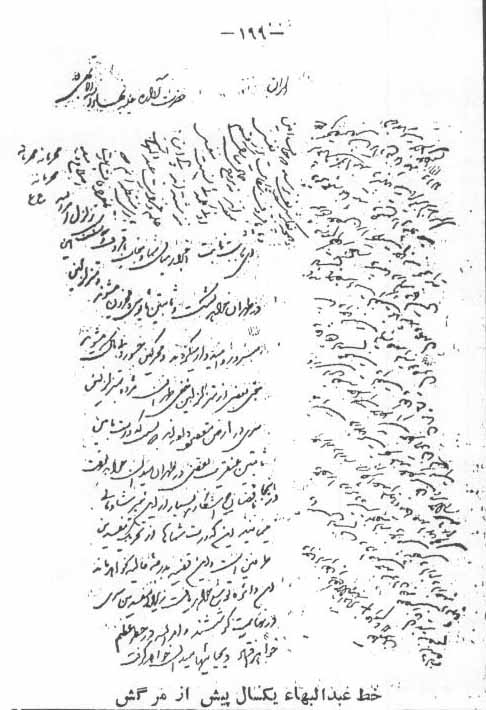
دستخطی از عبدالبهاء که عبدالحسین آیتی را «حضرت آواره علیه بهاءالله الابهی» خطاب کرده‌است

آیتی که روحانی و امام جمعه تفت بود بعد از تبلیغ مبلغین بهائی به این آئین پیوست و از آنجا که در فن بیان توانایی خاصی داشت، از جمله مبلغان سرشناس آنان شد و ۱۸سال با عنوان «آواره» که عباس افندی به او داده بود به ترویج آئین بهائی در ایران، امپراتوری عثمانی، قفقاز و مصر مشغول گشت. و از تحسین و تقدیر رهبران آن (عبدالبهاء و شوقی افندی) برخوردار شده، به رئیس‌المبلغین شهرت یافت. برای نمونه، عبدالبهاء در لوحی خطاب به آیتی می‌گوید: «ای آواره سبیل الهی، پریشانی و بی‌سروسامانی در ره عشق، کامرانی و شادمانی است. نظر به پایان کار نما زیرا عاقبت این پریشانی جمعیت است و نهایت این آوارگی پناه حضرت احدیت. اگر از قطره محروم شدی الحمدلله بحر بی‌پایان در مقابل داری و اگر از ذره محجوب شدی آفتابی روشن در پیش داری. از حق طلبم که آنچه نهایت آمال و آرزوی توست میسر گردد و علیک التحیة و الثناء.»
وی یکی از معتبرترین کتب تاریخ بابی و بهائی بنام کواکب الدریه را در دو جلد نوشته و به تاریخ ۱۳۴۲ قمری /۱۳۰۲ شمسی در قاهره به چاپ رساند.

## بازگشت از آئین بهائی

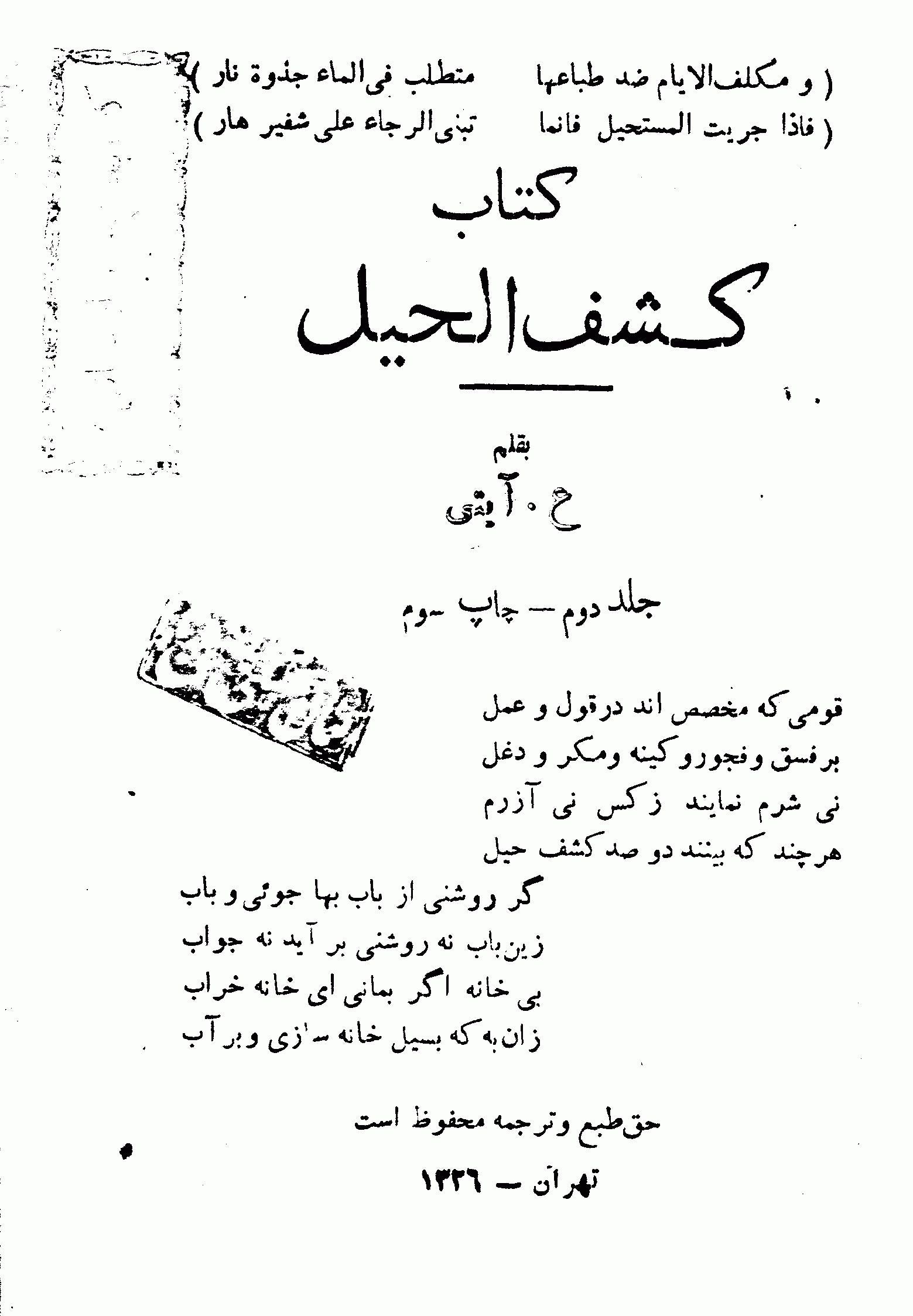

پس از درگذشت عبدالبهاء در ۱۳۴۰ قمری (۱۳۰۰ شمسی) و با جانشینی نوه ارشد او، شوقی افندی، پس از مدتی که تلاشهای آیتی برای کسب ریاست در جامعه بهائی بی اثر بماند، او در سال ۱۳۴۳ قمری مطابق با ۱۳۰۳ شمسی تصمیم به ترک جامعه بهائی گرفته، دوباره مسلمان شد.
در سال ۱۳۰۱ شمسی شوقی افندی - جانشین عبدالبهاء - آیتی و برخی دیگر از بهائیان سرشناس از کشورهای مختلف را به حیفا دعوت کرد تا دربارهٔ تشکیل بیت العدل اعظم با آنها مشورت کند. آیتی پس از پایان این جلسه مشاوره وارد شد اما فرصت‌هایی را برای محاوره با شوقی افندی درباره موضوعات مختلف پیدا کرد. بعد از این مشورتها شوقی افندی به این نتیجه رسید که نخست باید شوراهای بهائی که با نام محفل روحانی شناخته می‌شوند در سطوح محلی و ملی تأسیس گردند تا زمینه برای انتخابات بیت العدل اعظم که یک نهاد بین‌المللی است و با رای مستقیم محافل روحانی ملی انتخاب می‌شود فراهم شود. آیتی از این تصمیم ناراضی بود و بر عقیده خود پافشاری می‌کرد. او حتی یک سال بعد به بهیه خانم - خواهر عبدالبهاء - تلویحاً گفته بود که اگر شوقی افندی بر طبق نظر او عمل نکند بهائیان ایران را علیه او خواهد شوراند. در این میان او به نوشتن نامه‌های اعتراض آمیز و پافشاری بر عقاید خود در ایران ادامه داد. اقدامات او که باعث بروز تشنج و دودستگی در جامعه بهائی شده بود محفل روحانی تهران را بر آن داشت تا از شوقی افندی راهنمایی بخواهد. شوقی افندی از این نهاد خواست تا بهائیان را در برابر اقدامات او محافظت کند. بعد از این او شروع به نوشتن نامه‌های توهین آمیز به شوقی افندی نمود و تهدید کرد که آئین بهائی را از بین خواهد برد. بعد از این بهائیان دیگر به او توجهی نکردند و حتی همسر او وی را ترک کرد. او بعد از گسستن از آئین بهائی در تهران ساکن شد و بقیه حیات خود را به آموزگاری در دبیرستان گذراند. وی در تهران کتاب کشف الحیل را در سه جلد در رد آئین بهائی تألیف کرد. خود او در باب بازگشتش از آئین بهائی و نوشتن کشف الحیل در نقد عبدالبهاء اظهاراتی نموده و به گفته خود دل از مهرشان بپرداخت و شروع به الغاء مؤلفات سابقش که در تاریخ آئین بهائی بنام الکواکب الدریه نوشته بود مشغول شد. او می‌گوید: «حقایقی … را که در مدت بیست سال یافته بودم در چند جلد کتاب کشف الحیل منتشر ساختم» وی سپس به تحقیقات ادبی روی آورد و در سال ۱۳۰۸ش، نشریه‌ای ادبی-انتقادی به نام نمکدان تأسیس کرد که تا چندسال به‌طور نامنظم منتشر می‌شد. در این دوران با تخلص جدید «آیتی» همچنان شعر می‌سرود. وی در سال ۱۳۵۸ق /۱۳۱۱ ش به یزد منتقل و به تدریس در دبیرستان‌ها مشغول شد و سرانجام در همان شهر درگذشت.

## کتاب‌ها
- الکواکب الدُریّه فی مآثرا البهائیه (۲ جلدی)، مصر/قاهره: السعادت، ۱۳۲۱
- کشف‌الحِیَل (۳ جلدی)، تهران: نقش جهان، ۱۳۲۶